# Beck Schwarz Elza
Beck Schwarz Elza, születési nevén Elsa Schwarz (Bécs, 1887. április 26. – 1952? / 1967) festő, grafikus.

## Életpályája
Adolf Schwarz (1855–1942) aranyműves és Ernestine Back (1860–1911) leányaként született. 1904–1905-ben a Mintarajziskolában Révész Imre tanítványa volt, Bécsben Heinrich Knirrnél folytatta tanulmányait, Münchenben Horovitz Lipót és Adalbert Seligmann voltak mesterei. 1906–1908 között és 1910-ben a nagybányai művésztelepen Iványi-Grünwald Béla, Réti István és Ferenczy Károly tanították. Először 1911-ben, a Műcsarnok kiállításán tűnt fel. Ugyanebben az évben Bécsben elnyerte a Rotschild-féle nemzetközi versenykiállításon a művészalapítványi díjat. Budapesten telepedett le, de dolgozott Münchenben, Olaszországban és Dalmáciában is. Állandó kiállítója volt a Műcsarnok, a Nemzeti Szalon és az Ernst Múzeum tárlatainak. A második világháború idején részt vett az Országos Magyar Izraelita Közművelődési Egyesület képzőművészeti kiállításain.
1920. január 10-én Budapesten, a Terézvárosban feleségül ment Beck Zsigmond (1878–1949) magánhivatalnokhoz.
A Kozma utcai izraelita temetőben nyugszik.